# Campo Largo (Paraná)
Campo Largo es un municipio brasileño del estado de Paraná, situado en la región metropolitana de Curitiba. Se localiza al oeste de la capital del estado, (Latitud -25.45° Longitud -49.52°), distando de la capital unos 29 km. Ocupa una área de 1.250 km², de los cuales 13,5 km² conforman el perímetro urbano, es conocida como la Capital de las Farmacias.
El número de habitantes en el año de 2010 era de 112.377 y la población estimada en el año de 2012 era de 115.336, según el "Instituto Brasileiro de Geografía e Estatística" (IBGE), siendo el 15.º más poblado de Paraná y el 5.º de su microrregión.
La temperatura media anual es de 16,5 °C y la vegetación predominante del término municipal es la denominada "floresta ombrofila mista", bosque compuesto principalmente por araucarias, drymis y Podocarpus.